# Estany de Cercs
L'Estany de Cercs era un petit estany situat a gairebé 1.500 metres d’altitud. Es tractava d’un dels pocs estanys de muntanya de la conca del Llobregat i va existir fins al 1810, any en què fou dessecat.
La seva superfície màxima s'acostava a les 4 hectàrees. Actualment, un rec de drenatge evita l'estanyament de l’aigua i la zona és, de fet, un prat inundable utilitzat per a la pastura de bestiar boví. L'estany només apareix temporalment, en èpoques molt concretes, i ocupant una superfície molt més reduïda. Pel que fa a la vegetació, cal destacar la presència de la cotonera (Eriophorum angustifolium), més pròpia de les mulleres acidòfiles, i del càrex de Davall (Carex davalliana), en els actuals herbassars humits. Entre els hàbitats, apareixen jonqueres i herbassars humits de la muntanya mitjana i l'estatge subalpí, i prats calcícoles i mesòfils, amb Festuca nigrescens, Plantago media (plantatge), Galium verum (espunyidella groga), Cirsium acaule, etc. Entre els hàbitats d'interès com unitari s'hi ha cartografiat els hàbitats 6210 "Prats -i fàcies emmatades- medioeuropeus, seminaturals, sobre substrat calcari (Festuco-Brometea)" i 6410 "Herbassars de Molinia coerulea en sòls calcaris torbosos o argil·lollimosos (Molinion caeruleae)".
Pel que fa a la fauna, es tracta d'un espai molt interessant per a les poblacions d'amfibis, degut a la qualitat de les aigües, que hi formen petits tolls, i a l'absència de peixos. L'estany podria ser recuperat amb l'eliminació del rec de drenatge existent i de lleugers canvis morfològics, que eviten l'estanyament de l’aigua i el desenvolupament de comunitats associades. El principal factor que afecta negativament l'espai actualment és l'ús ramader: un excessiu trepig del bestiar (vaques) malmetent les comunitats vegetals més sensibles i eutrofitza les aigües.